# Alexandra Iwanowna Ordina
Alexandra Iwanowna Ordina (russisch Александра Ивановна Ордина; * 15. August 1987 in Woronesch) ist eine russische Boxerin im Halbweltergewicht.

## Karriere
Bei den Boxeuropameisterschaften 2016 in Sofia (Bulgarien) wurde sie Europameisterin (bis 64 kg). Im Finale besiegte sie Rosie Eccles aus Wales.
2016 und 2017 wurde Ordina russische Meisterin.